# Großmühlingen

Großmühlingen in Bördeland

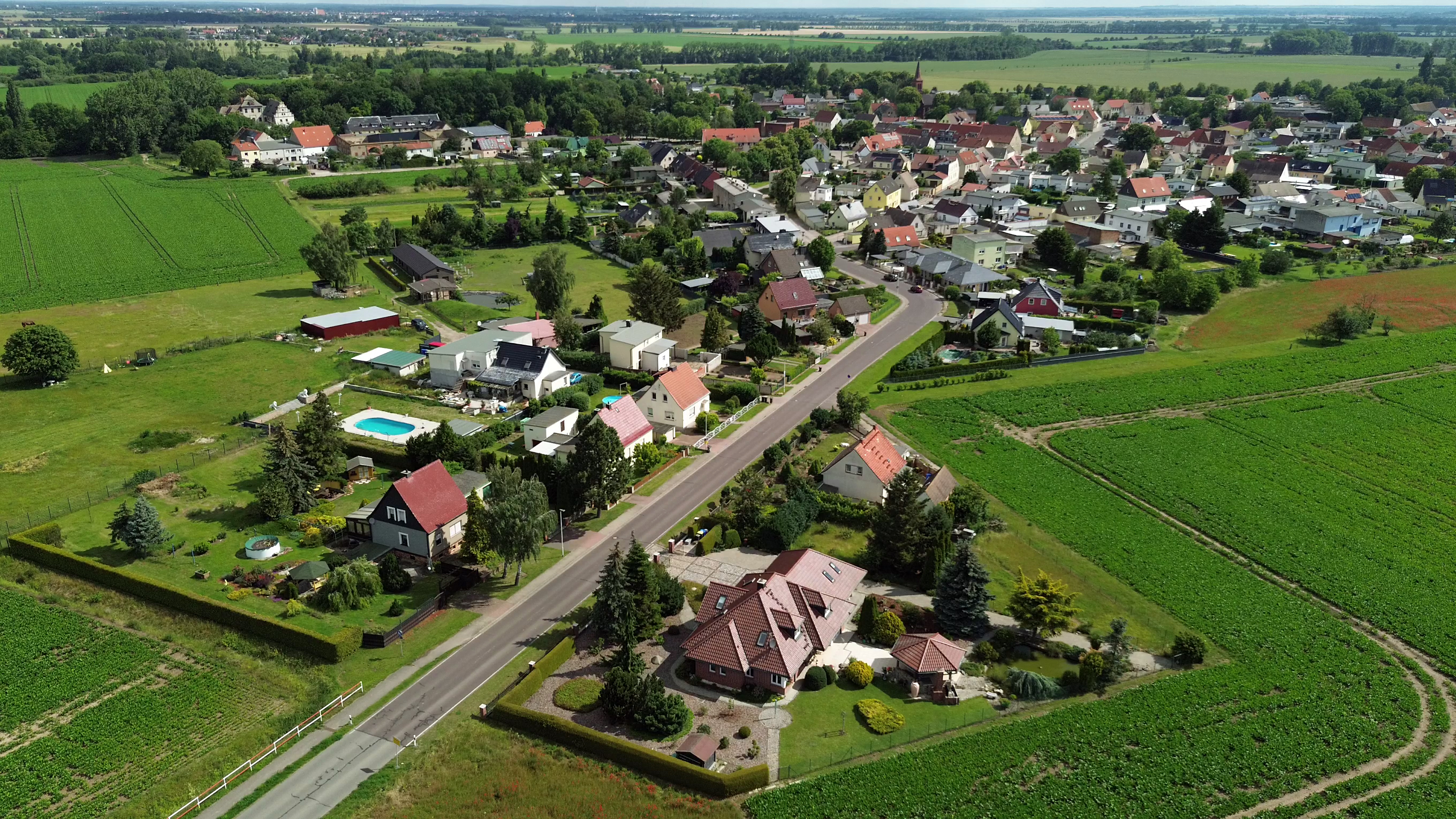
Ansicht aus Richtung Südwesten

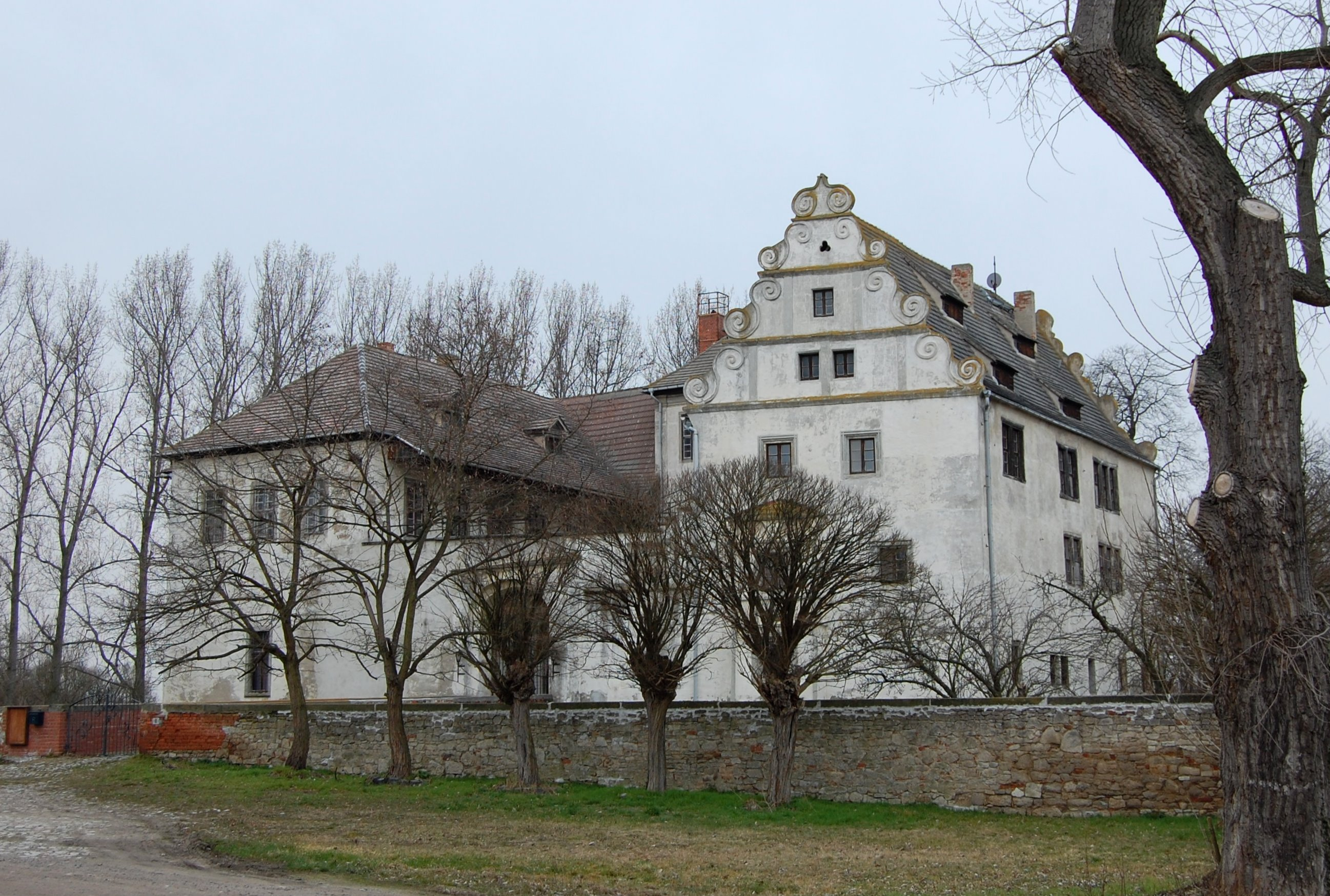
Renaissanceschloss Großmühlingen

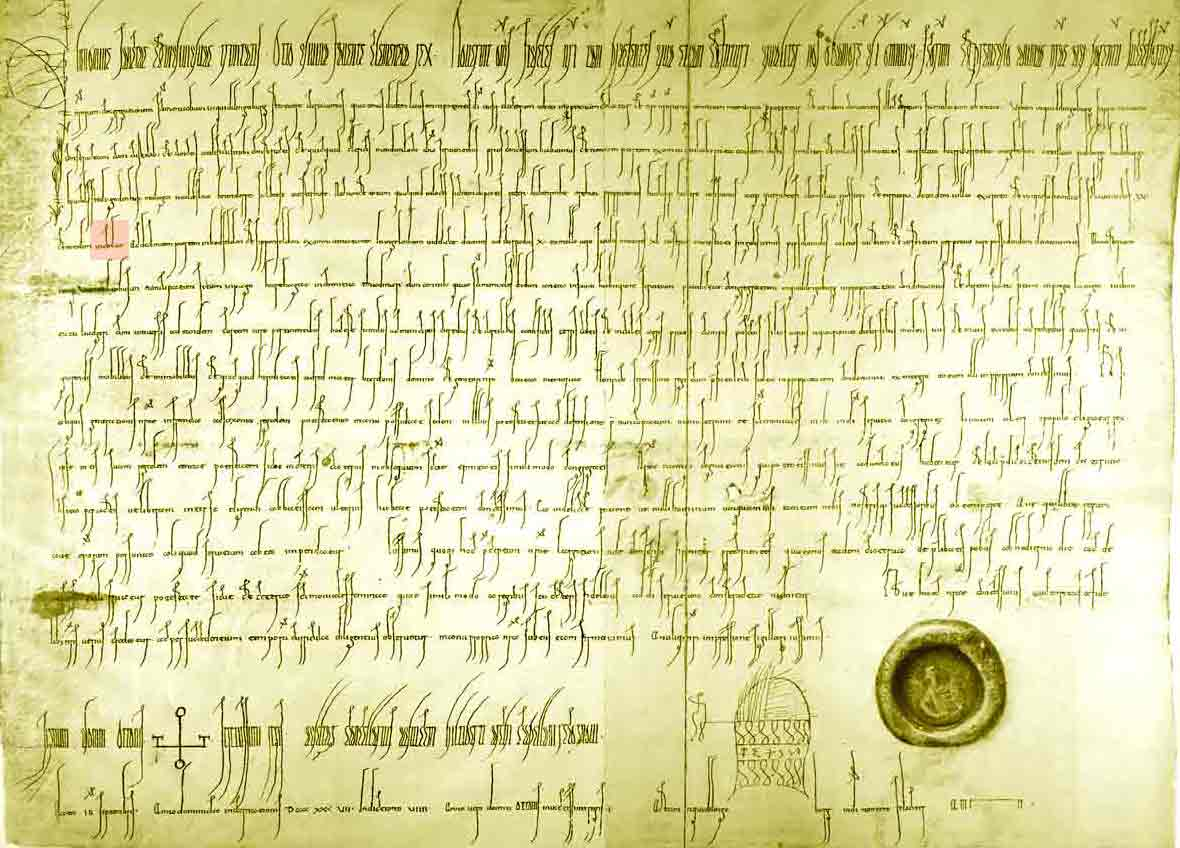
Ersterwähnungsurkunde von 936

Großmühlingen ist ein Ortsteil der Gemeinde Bördeland im Salzlandkreis in Sachsen-Anhalt. Bis zum 28. Dezember 2007 war Großmühlingen eine selbständige Gemeinde. Der Ort hat 1059 Einwohner auf einer Fläche von 12,75 km² (31. Dezember 2006).

## Geografie
Das Ortsgebiet von Großmühlingen liegt im Südosten der ertragreichen Magdeburger Börde, 7 km von der nächsten Stadt Schönebeck (Elbe) entfernt. Der Ort ist von flachwelligem landwirtschaftlich genutztem Gelände umgeben, das eine durchschnittliche Höhe von etwa 75 m über NN aufweist. Die höchste Erhebung ist der südöstlich gelegene 111 m hohe Weinberg. Durch den nördlichen Ortskern fließt der Großmühlinger Graben, der von Eickendorf kommend in den 3 km östlich vorbeifließenden Solkanal mündet.

## Geschichte

### Entwicklung bis zum 14. Jahrhundert
Großmühlingens Siedlungsgeschichte reicht bis in das 4. Jahrhundert zurück, als die westgermanischen Thüringer den Ort besiedelten, der später als „mulinga“ urkundlich belegt wurde. Dies geschah erstmals mit der Urkunde von König Otto I. vom 13. September 936, mit der ein Teil der Einnahmen des Ortes Mulinga dem Stift Quedlinburg übertragen wurde. Bereits im 8. Jahrhundert war der Ort Sitz einer Dingstätte. Aus dem germanischen Haufendorf im Nordthüringgau entwickelte sich das Zentrum der 803 von Karl dem Großen gegründeten Grafschaft Mühlingen. Unter der Herrschaft des Bistums Halberstadt stehend, wurde die Grafschaft zunächst dem Markgrafen Gero als Lehen überlassen. Ab 1034 ging das Lehen an die Askanier unter Albrecht dem Bären über. Weitere Lehnsherren waren die Grafen von Dornburg (ca. 1130), und die Grafen von Arnstein (ab 1240). Unter Graf Bedrich II. (Regentschaft von 1204 bis 1240) war Eike von Repgow, Verfasser des Sachsenspiegels, laut einer Urkunde vom 15. Oktober 1233 Schöffe des Grafengerichts in Mühlingen. Unbestätigten Quellen zufolge soll Repgow auch Teile des Sachsenspiegels auf der Mühlinger Burg verfasst haben. Eine Niederungsburg wird bereits für das 12. Jahrhundert vermutet, erstmals urkundlich erwähnt wird eine Wasserburg 1318. Diese wurde im selben Jahr durch den Magdeburger Erzbischof Burchard III. zerstört, eine Strafaktion, da sich der Mühlinger Graf Albrecht mit den aufständischen Magdeburger Bürgern verbündet hatte. Nach Beendigung der Fehde veranlasste Albrecht den Wiederaufbau, nun als Schloss. Bereits seit 1271 wurde zwischen Groß und Klein Mühlingen unterschieden, nachdem die slawischen Bewohner des benachbarten Ortes Gorenitz von germanischen Siedlern verdrängt worden waren und von diesen nun Klein Mühlingen genannt wurde.

### Von der Reformation bis zum 19. Jahrhundert
1531 ließ Graf Wolfgang I. das Groß Mühlinger Schloss im Stil der Renaissance umbauen und machte es zur Residenz der Grafschaft. 1538 wurde durch Graf Wolfgang I. in der Grafschaft Mühlingen die Reformation eingeführt. Als erster evangelischer Pfarrer wurde 1547 in Groß Mühlingen Vinzens Engel eingesetzt. Während des Dreißigjährigen Krieges wurde der Ort am 6. Januar 1632 durch die kaiserlichen Truppen unter Pappenheim geplündert und verwüstet. Auch das Schloss fiel den Zerstörungen zum Opfer. Groß Mühlingen wurde als Residenz der Grafschaft wieder aufgegeben. Als im Sommer 1635 der Ort erneut geplündert wurde, flohen die Einwohner in das benachbarte Salze. Noch vor Kriegsende kehrte die meisten Einwohner 1640 zurück, und 1643 wurde der Schulunterricht wieder aufgenommen. Bis in die 1670er Jahre vergrößerte sich das Dorf ständig, 1674 hatte es etwa 320 Einwohner. Es besaß drei Freigüter, und es gab neun Bauern- und 24 Kossatenhöfe. Nachdem das Geschlecht der Arnsteiner ausgestorben war, fiel die inzwischen nur noch aus Groß- und Klein Mühlingen bestehende Grafschaft 1659 an die Askanier (Anhalt) zurück. Als 1669 Fürst Karl Wilhelm von Anhalt-Zerbst die beiden Mühlingen erwarb, war die ehemalige Grafschaft bereits in das „Amt Mühlingen“ umgewandelt worden.
Der Anhalt-Zerbster Fürst Friedrich August veranlasste 1774 die Ansiedlung von jüdischen Familien in seinem Herrschaftsbereich. In Groß Mühlingen ließen sich 64 Juden nieder, die sich 1806 im Dorfkern eine Synagoge errichteten. Bereits 1796 waren im Ort 681 Einwohner gezählt worden.
Durch die Zerbster Teilung kam Groß Mühlingen 1797 an das Fürstentum Anhalt-Bernburg. Während der Zeit des von Napoleon errichteten Königreichs Westphalen (1807–1813) lag das anhaltische Amt Mühlingen als Exklave vom Königreich umschlossen. Dieser Zustand setzte sich fort, als Preußen 1816 den Kreis Calbe gründete. Herzog Alexius verlieh Groß Mühlingen 1829 das Marktrecht, aus dem sich ein Vieh- und Krammarkt entwickelte. Als 1863 die Bernburger Herzogslinie ausstarb, wurde das Amt Mühlingen dem neu gegründeten Herzogtum Anhalt zugeschlagen.
Inzwischen hatte in Deutschland die industrielle Revolution begonnen. Im bisher rein landwirtschaftlich geprägten Groß Mühlingen machte sie sich zuerst ab 1847 durch den Aufschluss der in der Nähe liegenden Braunkohlegruben Alexander Carl, Gottes Segen, Gute Hoffnung und Gnadenhütte bemerkbar. Herzog Alexander Carl verhinderte zwar zunächst den Bau der Bahnstrecke Magdeburg–Leipzig über das Anhalt-Bernburger Herzogtum, sodass von 1839 bis 1857 der für Groß Mühlingen nächste Bahnhof im acht Kilometer entfernten Schönebeck lag. Erst mit der Eröffnung der Bahnstrecke Schönebeck–Güsten rückte der Bahnverkehr mit dem nur zwei Kilometer entfernten Bahnhof in Eickendorf näher an Groß Mühlingen heran. Zwischen 1866 und 1869 wurden die Straßen nach Schönebeck und Eggersdorf ausgebaut. Inzwischen war das Dorf so weit zu Reichtum gelangt, dass es sich 1882 den Neubau einer Kirche im neugotischen Stil leisten konnte.

### Vom 20. Jahrhundert bis zur Gegenwart
1910 hatte der Ort eine Einwohnerzahl von 1.480 erreicht, die bis zum Ausbruch des Zweiten Weltkriegs wieder sank und 1939 nur noch 1.352 betrug. Der Zweite Weltkrieg endete für Groß Mühlingen Mitte April 1945, als amerikanische Truppenteile auf dem Weg nach Magdeburg den Ort passierten. Nach einer kurzen Phase mit britischer Besetzung lag Groß Mühlingen vom 1. Juli 1945 im Bereich der Sowjetischen Besatzungszone, aus der am 7. Oktober 1949 der ostdeutsche Teilstaat Deutsche Demokratische Republik (DDR) wurde. Im Zuge der durch die Sowjetische Besatzungsmacht verfügten Bodenreform wurden in Groß Mühlingen ab 1945 mehrere Landwirtschaftsbetriebe enteignet, u. a. die Schlossdomäne und das Rittergut. Der Grundbesitz wurde parzelliert und an Kleinbauern verteilt. Das Schloss wurde ebenfalls enteignet und in Kommunaleigentum überführt. Durch eine 1950 durchgeführte Kreisreform kam Groß Mühlingen zum neu gebildeten Kreis Schönebeck. 1951 wurden die Groß Mühlinger Einwohner Rudi Rose und Theodor Wesche wegen Unterstützung der West-Berliner Kampfgruppe gegen Unmenschlichkeit zum Tode verurteilt und in Moskau hingerichtet. Als ab 1962 in der DDR begonnen wurde, die Landwirtschaft zu vergenossenschaftlichen, gründete sich im selben Jahr in Groß Mühlingen die Landwirtschaftliche Produktionsgenossenschaft (LPG) Max Reimann. Unter staatlichem Druck war das Dorf 1962 „vollgenossenschaftlich“, zuvor waren jedoch mehrere Landwirte in die Bundesrepublik geflohen. 1964 hatte das Dorf 1.484 Einwohner. In den 1970er Jahren schloss sich die LPG mit benachbarten Genossenschaften zur Kooperative Abteilung Pflanzenproduktion (KAP) zusammen. Es wurden Maßnahmen zur Verbesserung der Infrastruktur vorgenommen, es verfielen aber auch etliche Gebäude. Die Kirche musste 1975 wegen größerer Bauschäden aufgegeben werden.
Nach der Deutschen Wiedervereinigung kam Groß Mühlingen mit dem Landkreis Schönebeck zum Bundesland Sachsen-Anhalt und wurde gleichzeitig in „Großmühlingen“ umbenannt. Die Landwirtschaft wurde wieder reprivatisiert, u. a. bildeten sich eine privatwirtschaftliche Agrargenossenschaft und eine landwirtschaftliche GmbH. 1994 wurde das Schloss an Privatbesitz verkauft. 1996 begann der Wiederaufbau der verfallenen Kirche, der ab 2005 durch einen Kirchbauverein unterstützt wurde. Mit Wirkung zum 29. Dezember 2007 wurde Großmühlingen mit seinen 1.059 Einwohnern in die neu geschaffene Einheitsgemeinde Bördeland eingemeindet. 2009 hatte der Ortsteil 1.026 Einwohner, es waren 64 Gewerbetreibende tätig.

## Religion
Die Evangelische Kirche in Mitteldeutschland ist in Großmühlingen mit der St.-Petri-Kirche vertreten. Die Kirchengemeinde Großmühlingen gehört zum Kirchengemeindeverband Eickendorf/Zens, der außerdem noch die Kirchengemeinden St. Johannis in Eickendorf, in St. Salvator in Kleinmühlingen und St. Stephanus in Zens umfasst. Der Kirchengemeindeverband Eickendorf/Zens gehört zum Pfarrbereich Barby (Elbe) im Kirchenkreis Egeln.
Nachdem infolge der Flucht und Vertreibung Deutscher aus Mittel- und Osteuropa 1945–1950 auch im seit der Reformation evangelisch-lutherisch geprägten Gebiet um Großmühlingen wieder Katholiken in größerer Zahl zugezogen waren, wurde 1947 eine katholische Kirchengemeinde (Kuratie) gegründet. In einem Saal wurde eine katholische Kapelle eingerichtet, die am 22. Oktober 1950 geweiht und nach dem Heiligsten Herz Jesu benannt wurde. Weil die Zahl der Gottesdienstbesucher im Laufe der Zeit wieder abnahm, wurde die Kapelle wieder aufgegeben. Das Gebäude wurde abgerissen und nach der Wende auf dem Grundstück an der Ecke Breiter Weg/Schulstraße ein Wohnhaus erbaut. Katholiken in Großmühlingen gehören heute zur Pfarrei St. Marien und St. Norbert Schönebeck mit den Kirchen St. Norbert in Calbe (Saale) und St. Marien in Schönebeck (Elbe). Im nähergelegenen Biere finden katholische Gottesdienste in der evangelischen St.-Andreas-Kirche oder in deren Gemeinderaum statt.

## Politik

### Ortschaftsrat
- SPD: 1
- CDU: 6

Der Ortschaftsrat besteht aus 7 Mitgliedern.
Vorsitzende ist Ines Schleinitz (CDU) und Stellvertreter ist Joachim Becker (CDU).

### Wappen
Blasonierung: „In Blau ein linksgewendeter silberner Adler mit goldener Bewehrung und roter Zunge.“
Großmühlingen führt in seinem Wappen den alten Mühlinger Adler der Grafen von Barby und Mühlingen. Dieser Adler war ursprünglich silbern auf rotem Schild. Im späteren Anhaltischen Landeswappen befand sich der Adler im Feld 10, blieb silbern, jedoch linksgewendet auf blauem Schild. Diese seit über 300 Jahren gebräuchliche Wappendarstellung und Tingierung wurde für das aktuell geltende Ortswappen übernommen. Es wurde 1995 vom Kommunalheraldiker Jörg Mantzsch gestaltet und ins Genehmigungsverfahren geführt.

### Partnerschaft
Seit 1990 besteht eine Partnerschaft zum Burgdorfer Ortsteil Otze in Niedersachsen.

## Kultur und Sehenswürdigkeiten

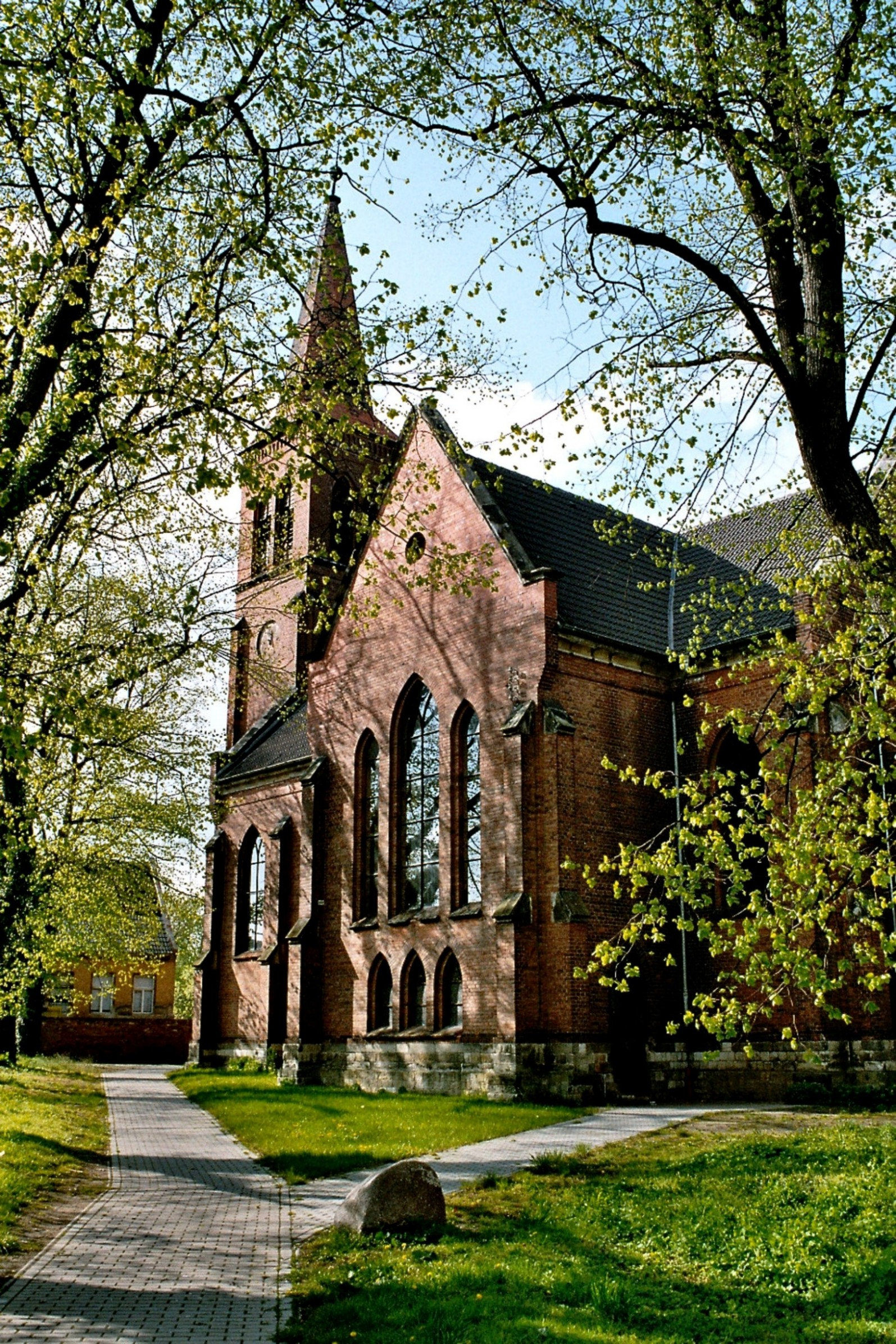
Kirche St. Petri

- Seit 1829 wird in Großmühlingen im September der Pflaumenkuchenmarkt veranstaltet. Er geht auf das 1829 verliehe Marktrecht zurück.
- Renaissanceschloss Großmühlingen
- Die Kirche St. Petri wurde Ende des 19. Jahrhunderts im Stil der Neugotik an der Stelle eines mittelalterlichen Bauwerks gebaut.

## Verkehrsanbindung
In Großmühlingen treffen zwei Kreisstraßen aufeinander. Die K 1292 verbindet den Ortsteil mit den beiden Nachbarorten Eickendorf (Bördeland) und Eggersdorf (Bördeland) und führt weiter nach Schönebeck. Die K 1298 verbindet Groß- und Kleinmühlingen und trifft bei Kleinmühlingen auf die Landesstraße 65, auf der Calbe (Saale) erreicht wird. Die Bundesautobahn 14 (Magdeburg–Halle) führt westlich an Großmühlingen vorbei. Sie ist über die acht Kilometer entfernte Anschlussstelle 7 Schönbeck zu erreichen. Der nächste Bahnhof befindet sich in Eickendorf an der Strecke Schönebeck–Güsten.

## Persönlichkeiten
- Jacob Lüdecke (1625–1696), Jurist, Amtmann zu Giebichenstein und Pfänner zu Halle
- Christian Reineccius (1668–1752), Theologe und Pädagoge
- Friedrich Loose (1853–1930), Theologe, Schriftsteller und Heimatforscher war Pfarrer in Großmühlingen und verstarb hier 1930. Im Dorf wurde für ihn ein Denkmal errichtet.
- Bernhard Bendix (1863–1943), Kinderarzt, Medizinprofessor
- Walter Fliess (1901–1985), deutsch-britischer sozialistischer Politiker